# John Wyer

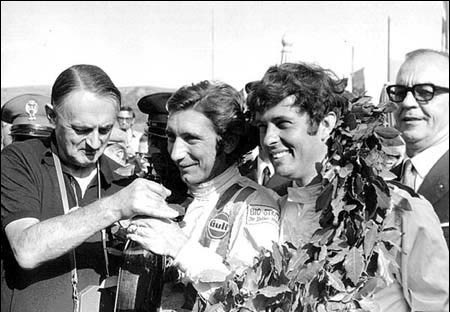
Targa Florio 1970 – John Wyer (links), Jo Siffert und Brian Redman

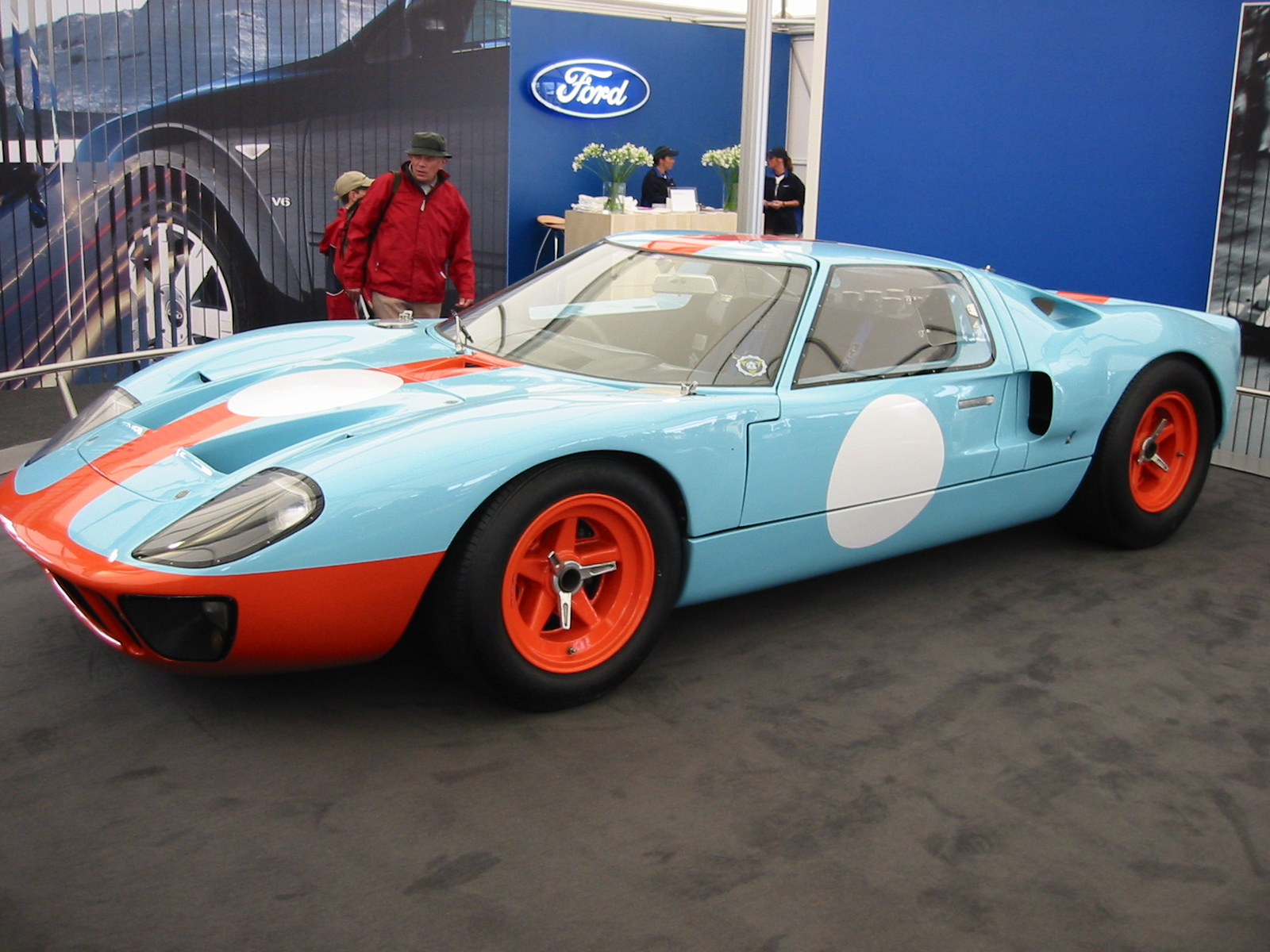
Ford GT40 des John-Wyer-Teams

John Wyer (* 11. Dezember 1909 in Kidderminster; † 8. April 1989 in Scottsdale) war ein britischer Motorsportingenieur und Rennleiter. John Wyers Rennfahrzeuge gingen viele Jahre in der blauorangen Lackierung seines Sponsors Gulf Oil an den Start.

## Karriere

### Bei Aston Martin
John Wyer war einer der erfolgreichsten Teammanager im Sportwagensport der 1950er-, 1960er- und 1970er-Jahre. Seine Karriere begann er bei Aston Martin, wo er fast ein Jahrzehnt lang als Rennleiter des als David Brown Organisation firmierenden Werksteams arbeitete. Wyers größter Erfolg für diese Marke war der Triumph beim 24-Stunden-Rennen von Le Mans 1959, den Roy Salvadori und Carroll Shelby im Aston Martin DBR1 einfuhren. Drei Mal in Folge, 1957, 1958 und 1959, führte Wyer sein Team auch zum Erfolg beim 1000-km-Rennen auf dem Nürburgring.

### John Wyer Automotive
1963 verließ Wyer Aston Martin und leitete 1964 die Rennaktivitäten von Ford beim 24-Stunden-Rennen von Le Mans. 1965 gründete er eine eigene Rennmannschaft; Partner, Geldgeber und eigentlicher Namensgeber war Ford-Händler John Willment, der Schwager des deutschen Rennfahrers Hans Herrmann. Die J. W. Automotive wurde zum bestimmenden Rennteam dieser Epoche. 1967 ging das Team noch mit dem Mirage M1, eigentlich ein Leichtgewicht-Ford GT40, an den Start, der das 1000-km-Rennen von Spa-Francorchamps 1967 gewann aber ansonsten mangels Leistung gegenüber großvolumigen Ferrari-V12 und Werks-Ford-V8 wenig Erfolg hatte. Die großen Prototypen wurden 1968 verboten, JWA setzte alte Ford GT40 als Sportwagen ein, damit folgten zwei Le-Mans-Gesamtsiege mit Bianchi/Rodríguez 1968 und auch noch mit Ickx/Oliver 1969, als der neue Porsche 917 zwar schneller aber noch unzuverlässig war.
1970 begann der Siegeszug des Porsche 917, von dem als Sportwagen über zwei Dutzend gebaut und an verschiedene Eigner verkauft wurden. Wieder unter der Leitung von Wyer und mit großer finanzieller Unterstützung von Gulf Oil trug das Team 1970 und 1971 mit den meisten Siegen für Porsche zum Gewinn der Sportwagen-Weltmeisterschaften bei, auch wenn die Le-Mans-Siege an andere 917-Teams gingen. Nach dem Ende der 5-Liter-Ausnahmeregel baute Wyer eigene Rennwagen, die wieder unter der Bezeichnung Mirage an den Start gebracht wurden. 1975 siegten Jacky Ickx und Derek Bell auf einem Gulf GR8 in Le Mans. Es war der vierte Sieg von Wyer als Rennleiter oder Teamchef bei diesem Rennen. Am Ende des Jahres verkaufte Wyer sein Team und trat in den Ruhestand.